# Elder Dayán Díaz
Elder Dayán Díaz Rodríguez (Fundación, 29 de octubre de 1987) es un cantante, compositor, y músico colombiano.

## Familia
Elder Dayán es hijo del cantante de música vallenata, Diomedes Díaz y Rosmery Rodríguez, luego de una fugaz relación. Se crio en la ciudad de Bucaramanga en donde vivió gran parte de su niñez hasta su adolescencia, tiene dos medio hermanos llamados Emily y Jeinner por vía materna, y 26 medio hermanos por vía paterna, entre estos Rafael Santos Díaz, Diomedes Dionisio Díaz y Martín Elías también cantantes de vallenato.

## Trayectoria musical
Comenzó su carrera musical a la edad de 13 años cuando su mamá lo motivaba a participar en los concursos de talentos en la ciudad de Bucaramanga, en una de estas competiciones, fue elegido para ser el cantante de vallenatos dentro de una orquesta de música tropical liderada por el acordeonero y músico cucuteño Miguel Avendaño "El Motilón". De este unión salió un álbum llamado "Ya Llegó" lanzado de manera independiente en el año 2006, el cual incluye canciones que se convirtieron en éxitos radiales en la costa atlántica colombiana como "Me Complicas La Vida", "Ya Llegó", y "Como Hago", además de canciones de la autoría de Kaleth Morales como "Destrozaste Mi Alma" y canciones compuestas por su padre como "A Mi Dama", ese mismo año se separan musicalmente.

## La familia de Diomedes
En 2006 luego de la salida de Martín Elías, fue reclutado por Elver Díaz para cubrir el espacio dejado por su hermano, en esta etapa fue conocido como "Diomedes Alfonso", nombre artístico colocado para no confundir su nombre con el de su tío Elver, en esta agrupación duró 3 años, para en 2009 continuar su carrera como solista.

## Con Luis de la Hoz
Radicado en la ciudad de Barranquilla estudiando contaduría pública en la Universidad Autónoma, conoce al acordeonero Luis Guillermo De La Hoz con quien graba 3 producciones musicales bajo el sello Codiscos, "Presente" en 2009, de la cual se desprendió el éxito radial "Laberinto", El Conquistador en 2014, de la cual se desprendió "No Tienes Que Mentir" la cual hizo que su carrera fuese más conocida, y consolidó esta unión con el álbum "Tiempo De Victoria"  en 2016 con el cual obtuvo su primer éxito nacional "No Me Da La Gana" que ocupó el puesto #4 en el conteo de National Report por más de 10 semanas consecutivas, además de otras canciones como "Lejos De Tu Vida" que ocupó las primeras posiciones a nivel regional

## Con Rolando Ochoa
En 2017 después del fallecimiento de su hermano Martín Elías, Elder fue escogido por el acordeonero Rolando Ochoa para participar en los homenajes realizados a Martín por parte de las diferentes organizaciones culturales en Colombia, además de cumplir con unos compromisos ya pactados antes de su muerte, ese mismo año deciden formalizar su unión musical y en 2018 graban su primer álbum "Descontrol Total", canciones como "La Vainita", "Llámame Desliz" y "Tic Tac De Mi Corazón" lograron ser éxito regionales en la costa atlántica colombiana.
En 2019 lanzan el álbum "El Disco Que Me Gusta" nuevamente bajo el sello Codiscos, con este álbum logran llegar a todos los rincones del país y a nivel internacional, con la canción "Amantes" logran su primer número 1 a nivel nacional en National Report, el vídeo musical cuenta con más de 100.000.000 de reproducciones en YouTube, y hasta la fecha continúa en dicha clasificación con más de 153 semanas consecutivas en el top 10. De este disco también destacan éxitos como "La Persona De Mi Vida", "A Metros De Mi Vida", "La Disputa" y "Que La Olvide" dueto realizado junto a Iván Villazón, y se consolida como el líder de la Dinastía Díaz, puesto que ocuparon su padre y su hermano Martín. 
En 2020 a pesar de la Pandemia de COVID-19 en Colombia la cual limitó la organización de eventos masivos, el trabajo para Elder y Rolando no paró, fueron los únicos  artistas de vallenato elegidos por la gente para amenizar fiestas privadas y conciertos virtuales durante todo el año. También fueron ganadores del Premio Luna en la categoría Vallenato por la canción "La Persona De Mi Vida".
En 2021 lanza el sencillo "Nací Solo", un cover en vivo de una canción grabada años anteriores por su padre, esta canción entra nuevamente en la lista de clasificación del National Report alcanzando el número 3, y a día de hoy con más de 30 semanas consecutivas continúa en dicha clasificación, también obtuvo el galardón a "Mejor Canción Vallenata" Premios Nuestra Tierra 2022. Después de 3 años unión musical, Rolando Ochoa decide separarse de Elder Dayán para formar su agrupación musical.

## Con Lucas Dangond (Presente)
Después de la separación con Rolando Ochoa, se une al acordeonero Lucas Dangond quien a su vez decidió separarse de su primo Silvestre Dangond, el 6 de julio de 2022 lanzaron su álbum "Para Ustedes" y el 23 de julio ante más de 20.000 personas se convirtió en el cuarto artista en llenar el Parque De La Leyenda Vallenata, después de Silvestre (2010, 2011, 2013, 2014, 2018), Peter Manjarrés (2014), y su hermano Martín Elías en 2015 respectivamente, en ese mismo evento fue galardonado con Disco de oro entregado por más de 150.000.000 de streaming en su álbum "El Disco Que Me Gusta", además de una condecoración por el récord de 10.000.000 de streaming en 3 semanas con el álbum "Para Ustedes".

## Discografía
- Ya Llegó (2006) junto a Miguel Avendaño
- Presente (2009) junto a Luis Guillermo De La Hoz
- El Conquistador (2014) junto a Luis Guillermo De La Hoz
- Tiempo De Victoria (2016) junto a Luis Guillermo De La Hoz
- Descontrol total (2018) junto a Rolando Ochoa
- El Disco Que Me Gusta (2019) junto a Rolando Ochoa
- Para Ustedes (2022) junto a Lucas Dangond
- El Cantor (2024) junto a Lucas Dangond

## Premios y reconocimientos
- Premios Luna 2020 - Categoría Vallenato por "La Persona De Mi Vida"
- Premios Nuestra Tierra 2022 - Mejor Canción Vallenata por "Nací Solo"
- Disco de oro (Digital) por más de 150.000.000 de streamings del álbum "El Disco Que Me Gusta"
- Premios Luna 2022 - Categoría Vallenato por "Nací Solo"
- Premios Nuestra Tierra 2024 - Mejor Artista Vallenato ( Nominado )